# Akgül
Akgül ist ein türkischer weiblicher Vorname sowie Familienname türkischer und persischer Herkunft. Akgül ist gebildet aus den Elementen ak („weiß“; „rein“) und gül („die Rose“) und bedeutet „weiße Rose“.

## Namensträger

### Familienname
- Bekir Akgül (* 1973), türkischer Eishockeyspieler
- Bilal Akgül (* 1982), türkischer Radrennfahrer
- Burak Berkay Akgül (* 1997), türkischer Schauspieler
- Elif Akgül, türkische Journalistin
- Ferman Akgül (* 1979), türkischer Songwriter und Sänger
- Ibrahim Akgül (* 1962), türkischer Ringer
- Oğuz Akgül (* 1988), türkischer Leichtathlet
- Sezer Akgül (* 1988), türkischer Ringer
- Taha Akgül (* 1990), türkischer Ringer